# Oospila semicaudata
Oospila semicaudata là một loài bướm đêm trong họ Geometridae.